# Långselet (Lits socken, Jämtland)
Långselet är en sjö i Ragunda kommun i Jämtland och ingår i Indalsälvens huvudavrinningsområde. Sjön har en area på 0,207 kvadratkilometer och ligger 307,6 meter över havet. Sjön avvattnas av vattendraget Mörtån (Blekån).

## Delavrinningsområde
Långselet ingår i det delavrinningsområde (702181-147958) som SMHI kallar för Utloppet av Långselet. Medelhöjden är 336 meter över havet och ytan är 7,26 kvadratkilometer. Räknas de 16 avrinningsområdena uppströms in blir den ackumulerade arean 153,97 kvadratkilometer. Mörtån (Blekån) som avvattnar avrinningsområdet har biflödesordning 2, vilket innebär att vattnet flödar genom totalt 2 vattendrag innan det når havet efter 172 kilometer. Avrinningsområdet består mestadels av skog (76 procent) och sankmarker (11 procent). Avrinningsområdet har 0,25 kvadratkilometer vattenytor vilket ger det en sjöprocent på 3,5 procent.